# 타지키스탄의 도시
- 두샨베
- 가름
- 이스파라
- 히소르
- 호루그
- 후잔드
- 코니보돔
- 쿨롭
- 이스타라브샨
- 무르고프
- 보흐타르
- 판자켄트
- 파르하르
- 투르순조다
- 바흐다트

## 같이 보기
- 분류:타지키스탄의 도시